# The New Teacher (film 1915)
The New Teacher è un cortometraggio muto del 1915. Il nome del regista non viene riportato. Fa parte di una serie di comiche che ha come protagonista il personaggio di Sweedie, interpretato da Wallace Beery travestito da donna.

## Produzione
Il film fu prodotto dalla Essanay Film Manufacturing Company, ventiduesimo titolo della serie dedicata a Sweedie.

## Distribuzione
Distribuito dalla General Film Company, il film - un cortometraggio di una bobina - uscì nelle sale cinematografiche USA il 1º febbraio 1915.